# Aullido
Un aullido o aúllo es la voz más común producida por los lobos y sus cachorros, así como por chacales, coyotes y dingos. Otros cánidos, como los perros domésticos y los zorros, y otros animales como las hienas, también pueden aullar, aunque no es su sonido predominante.

## Onomatopeyas y otras cuestiones lingüísticas
«Auuu» es la onomatopeya más frecuente en español para un aullido. El verbo asociado habitual es «aullar»,
 aunque también se documenta «otilar» como regionalismo de Aragón.

## El aullido de los lobos

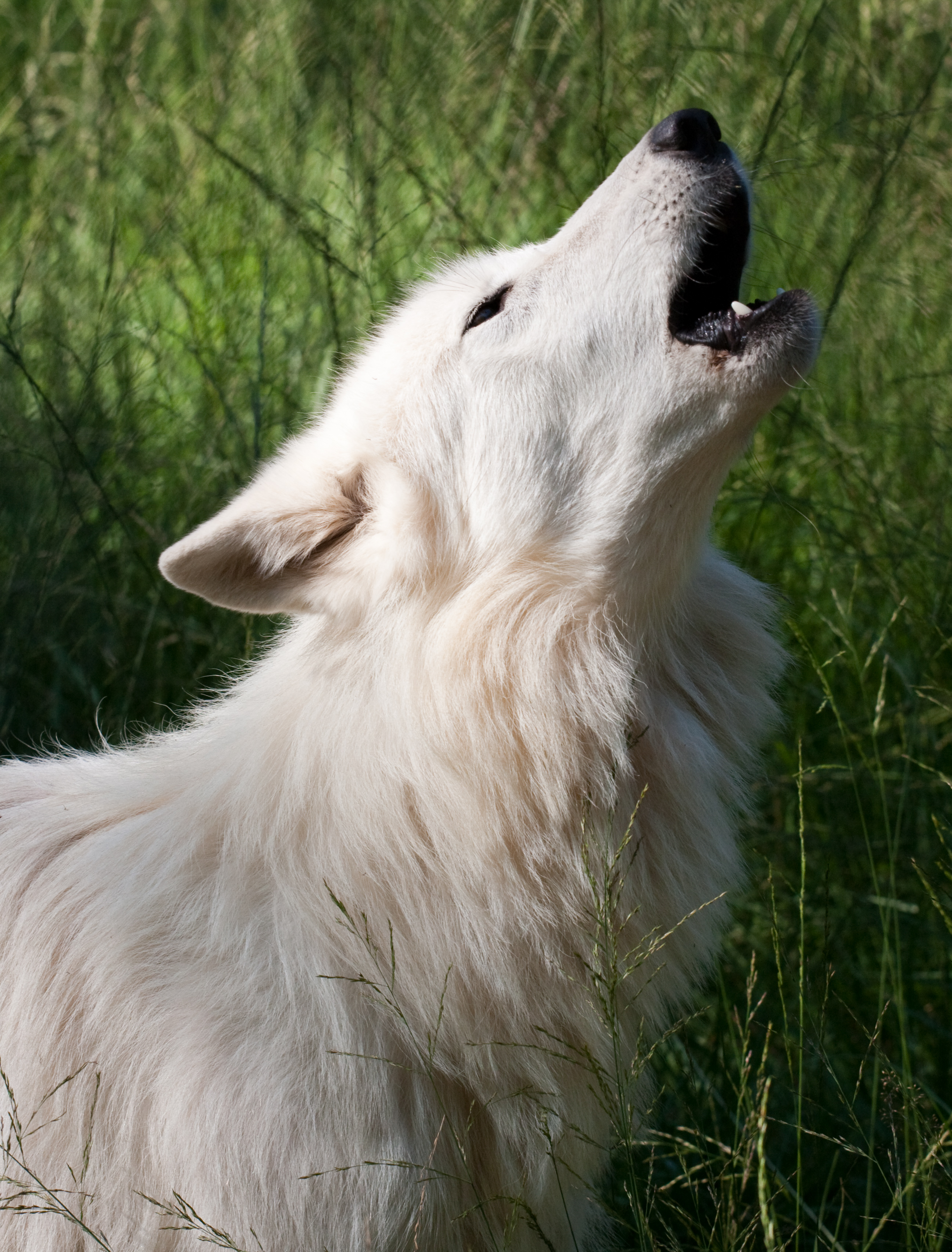
Lobo blanco en la postura característica del aullido, con el cuello doblado y mirando a lo alto.

Los lobos (Canis lupus) pueden aullar solos o en grupo, con varias intenciones: comunicativas, emotivas o sociales. La más habitual es la primera: simplemente averiguar dónde se encuentra el resto de su jauría. También usan el aullido para advertir a otros grupos de lobos que están invadiendo el territorio de su manada y para comunicarse con otros grupos de la especie. Como acto emotivo, el aullido puede expresar tanto alegría —nacimiento de una camada, abundante caza...— como tristeza —ancianos abandonados por el grupo...—. Entre las funciones más sociales del aullido se cuentan «arengar» al resto de la manada antes de salir de caza, atraer los machos a las hembras, tranquilizar a los cachorros o ahuyentar a un macho aislado indeseado.
El aullido es característico y distinguible en cada individuo de la especie. De hecho, el aullido de los individuos dominantes —macho y hembra alfa— suele ser largo y sostenido; mientras que los individuos de baja posición intercalan aullidos breves con quejidos o ladridos. También varía según el mensaje que el lobo quiera comunicar, hasta el punto que un oído entrenado es capaz de entenderlos. Parece ser que los esquimales son capaces de saber si un próximo visitante es aborigen o extraño por los aullidos de los lobos del entorno.

## El aullido de otros cánidos

### Coyote
Las llamadas de los coyotes (Canis latrans) son agudas y se pueden clasificar en aullidos —una nota larga que sube y que cae— y chillidos —una serie de notas cortas—. Estas llamadas se oyen por lo general al crepúsculo o por la noche, y con menos frecuencia durante el día. Aunque las llamadas se realizan todo el año, son más comunes durante la estación de acoplamiento de la primavera y durante el otoño, cuando los cachorros salen de sus familias para establecer territorios nuevos. El aullido es engañoso; debido a las características del sonido a distancia, puede parecer que el coyote está en un lugar, cuando realmente se encuentra en otra parte. En otras circunstancias, los coyotes también emiten gañidos y ladridos.

### Dingo
Los dingos (Canis lupus dingo) no ladran tanto como los perros domésticos, pero en cambio aúllan mucho y frecuentemente, como los lobos. Se han reconocido tres aullidos básicos con diez variaciones. El aullido se emplea tanto para atraer a miembros de la manada como para repeler intrusos. En aullidos corales, el tono del aullido se incrementa de acuerdo al número de participantes. Los dingos machos marcan el territorio más frecuentemente que las hembras, y esto aumenta en temporadas de reproducción.

## El aullido como elemento cultural

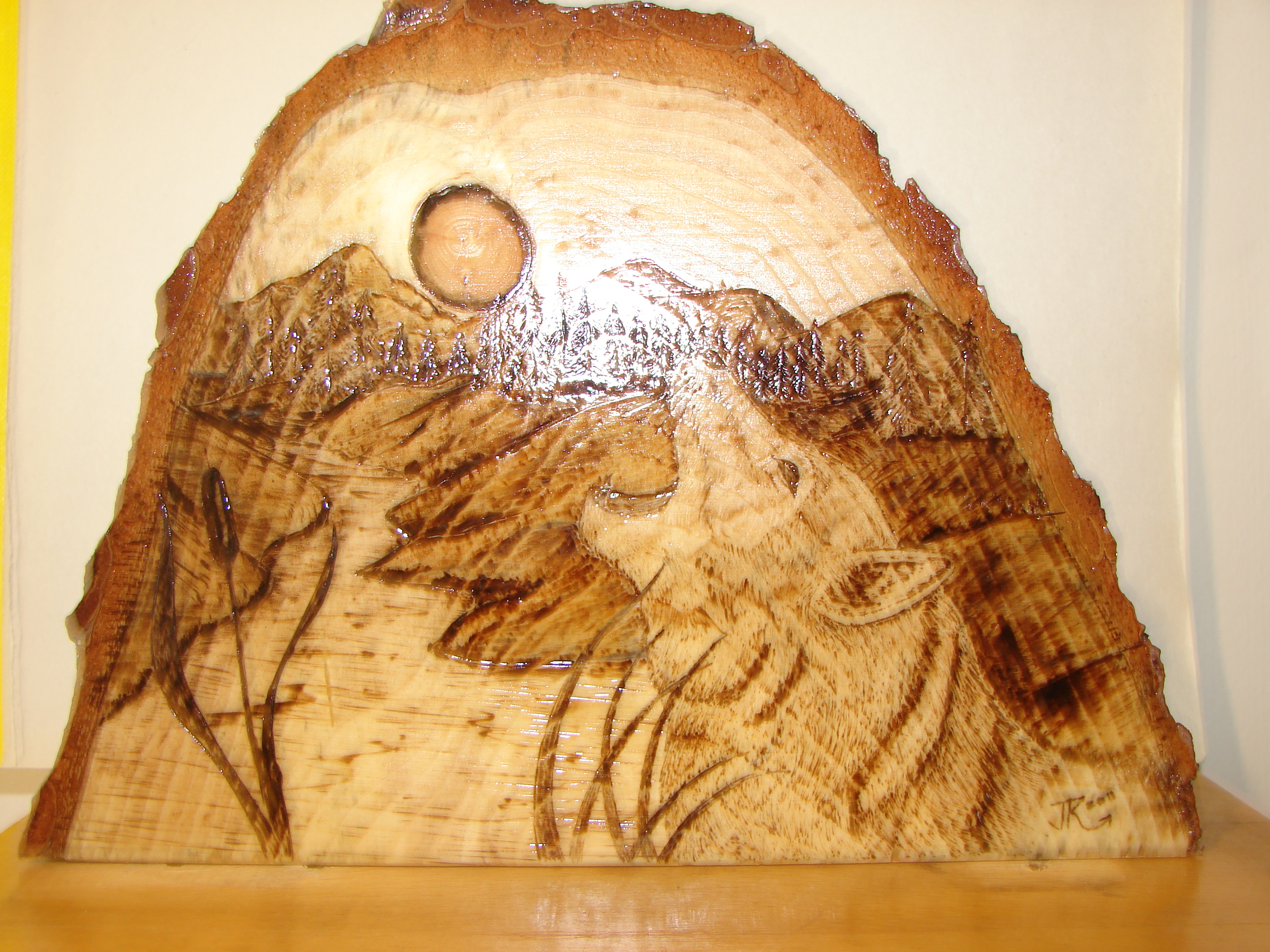
Pirograbado de un lobo aullando a la Luna, mito alimentado por la postura de la imagen.

El aullido es el sonido más característico de los lobos y al ser tan frecuente y que pueda oírse a kilómetros de distancia, es muy fácil escucharlo en territorio lobero. Esto y sus connotaciones (sonido triste y lastimero de un animal considerado como agresivo para el hombre) hace que el aullido haya contribuido a la mitología y folclore del lobo.
Existe un mito muy extendido que afirma que los lobos aúllan a la luna llena. Su origen puede estar en el hecho de que el animal ha de doblar el cuello hacia arriba para hacer su aullido más eficaz, posición que le permite emitirlo a un volumen mucho mayor. Sin embargo, el aullido no tiene nada que ver con la luna; los lobos aúllan con la misma frecuencia e intensidad en cualquier fase lunar. De hecho, también aúllan de día, aunque menos frecuentemente porque el atardecer y el amanecer son el periodo de mayor actividad de esta especie.